# Rusek Mały
Rusek Mały (deutsch Klein Rauschken) ist ein Dorf in der polnischen Woiwodschaft Ermland-Masuren. Es gehört zur Gmina Dźwierzuty (Landgemeinde Mensguth) im Powiat Szczycieński (Kreis Ortelsburg).

## Geographische Lage
Rusek Mały liegt am Ostufer des Jezioro Rusek (deutsch Rauschker See) in der südlichen Mitte der Woiwodschaft Ermland-Masuren, 19 Kilometer nordwestlich der Kreisstadt Szczytno (deutsch Ortelsburg). Der nur wenige hundert Meter weiter südlich gelegene Nachbarort Rusek Wielki (Groß Rauschken) gehört bereits zur Stadt- und Landgemeinde Pasym (Passenheim).

## Geschichte

### Ortsgeschichte
Der aus einem Gut und ein paar Gehöften bestehende Ort Klein Rauschken wurde vor 1414 gegründet. Aus dem Jahre 1435 ist ein Privileg überliefert:die Wirte Albrecht, Kristam und Burchard erhielt von Konrad von Rotenstein „30 Hufen im Wald Neida“ nach Kulmer Recht. Unter den Gutsbesitzern waren adlige Familien vertreten: Andreas von Ruttkowski (1625), Hans von Ploschwitz (1647), Thomas von Romahn (1661), von Lubitz (1713), von Rölke (1762).
Am 16. Juli 1874 wurde Klein Rauschken Amtsdorf und damit namensgebend für einen Amtsbezirk, der bis 1945 bestand und zum Kreis Ortelsburg im Regierungsbezirk Königsberg (ab 1905: Regierungsbezirk Allenstein) gehörte.
Das Gebiet des Gutsbezirks Klein Rauschken vergrößerte sich am 11. März 1899, als der Große Rauschker See (47,7840 Hektar) aus der Landgemeinde Groß Rauschken in den Gutsbezirk Klein Rauschken umgegliedert wurde. Im Jahre 1910 zählte das Dorf 106 Einwohner. Aufgrund der Bestimmungen des Versailler Vertrags stimmte die Bevölkerung im Abstimmungsgebiet Allenstein, zu dem Klein Rauschken gehörte, am 11. Juli 1920 über die weitere staatliche Zugehörigkeit zu Ostpreußen (und damit zu Deutschland) oder den Anschluss an Polen ab. In Klein Rauschken stimmten 59 Einwohner für den Verbleib bei Ostpreußen, auf Polen entfielen drei Stimmen.
Der Gutsbezirk Klein Rauschken gab zum 1. März 1927 seine Eigenständigkeit auf und wurde in die Landgemeinde Groß Rauschken (polnisch Rusek Wielki) eingegliedert. Am 30. September 1928 wurde die Landgemeinde Groß Rauschken in „Rauschken“ umbenannt.
Klein Rauschken kam 1945 in Kriegsfolge mit dem gesamten südlichen Ostpreußen zu Polen und erhielt die polnische Namensform „Rusek Mały“. Heute ist es ein Dorf im Verbund der Landgemeinde Dźwierzuty (Mensguth, Dorf) im Powiat Szczycieński (Kreis Ortelsburg), bis 1998 der Woiwodschaft Olsztyn, seither der Woiwodschaft Ermland-Masuren zugehörig.

### Amtsbezirk Klein Rauschken (1874–1945)
Zum Amtsbezirk Klein Rauschken gehörten bei seiner Errichtung fünf Orte. Am Ende waren es noch vier:
| Deutscher Name                               | Polnischer Name | Bemerkungen                                |
| -------------------------------------------- | --------------- | ------------------------------------------ |
| Gonschorowen 1938–1945 Lichtenstein (Ostpr.) | Gąsiorowo       |                                            |
| Groß Rauschken                               | Rusek Wielki    | 1928 in Landgemeinde „Rauschken“ umbenannt |
| Klein Rauschken                              | Rusek Mały      | 1927 nach Groß Rauschken eingemeindet      |
| Kukukswalde                                  | Grzegrzółki     |                                            |
| Saborowen 1938–1945 Heideberg                | Zaborowo        |                                            |

Am 1. Januar 1945 gehörten zum Amtsbezirk Klein Rauschken die Dörfer Heideberg, Kukukswalde, Lichtenstein (Ostpr.) und Rauschken.

## Kirche
Bis 1945 war Klein Rauschken in die evangelische Kirche Passenheim (polnisch Pasym) in der Kirchenprovinz Ostpreußen der Kirche der Altpreußischen Union sowie ab 1898 in die katholische Kirche Gillau (polnisch Giławy) im Bistum Ermland eingepfarrt.
Zu beiden Orten mit jetzt polnischen Namen gehört Rusek Mały auch heute: Kirche Pasym in der Diözese Masuren der Evangelisch-Augsburgischen Kirche in Polen sowie zur Kirche Giławy im katholischen Erzbistum Ermland.

## Verkehr
Rusek Mały liegt an einer Nebenstraße, die Grzegrzólki (Kukukswalde) mit Sąpłaty (Samplatten) verbindet und am östlichen Ufer des Jezioro Ruskie entlang führt.
Eine Anbindung an den Bahnverkehr besteht nicht.